# 레떤

레떤(베트남어: Lê Tân / 黎鑌 여빈, 1466년 8월 19일(음력 7월 9일) ~ 1503년 1월 5일(음력 1502년 12월 8일))은 대월 후 레 왕조의 황족이자 추존황제이다. 레 성종의 다섯째 아들이자 레 양익제의 부친이다.

## 생애
꽝투언 7년(1466년), 출생하였다.
홍득 2년(1471년 7월 10일), 건왕(建王)에 봉해졌다.
까인통 5년 12월 초파일(1503년 1월 5일), 사망하였다. 레 헌종은 3일 동안 조회를 폐하였고, 시호를 정정(貞靖)이라고 하였다.
홍투언 원년(1509년), 아들인 레오아인이 황제로 즉위한 뒤 시호를 배천후성온량광명문철관홍창신수휴목효건황제(配天詡聖溫良光明文哲寬弘彰信綏休穆孝建皇帝)로 하였다.
꽝티에우 2년(1517년), 손자인 레 소종이 묘호를 덕종(德宗), 능호를 수절릉(受節陵)으로 하였다.

## 가계

### 조부모와 부모
- 조부 : 태종문황제(Thái Tông Văn Hoàng Đế/太宗文皇帝) 레응우옌롱(Lê Nguyên Long/黎元龍/여원룡)
- 조모 : 광숙황태후(Quang Thục Hoàng Thái Hậu/光淑皇太后) 응오 티 응옥다오(Ngô thị Ngọc Dao/吳氏玉瑤/오씨옥요)
- 부친 : 성종순황제(Thánh Tông Thuần Hoàng Đế/聖宗淳皇帝) 레뜨타인(Lê Tư Thành/黎思誠/여사성)
- 모친 : 유휘황태후(Nhu Huy Hoàng Thái Hậu/柔徽皇太后) 풍지엠뀌(Phùng Diệm Quý/馮琰貴/풍염귀)

### 후비
- 휘자황태후(Huy Từ Hoàng Thái Hậu/徽慈皇太后) 찐 티 뚜옌(Trịnh Thị Tuyên/鄭氏瑄/정씨선) (1471년 ~ 1509년)

### 황자
1. 장정대왕(Trang Định Đại Vương/莊定大王) 레숭(Lê Sùng/黎漴/여충) - 소종(昭宗)과 공황(恭皇)의 아버지. 소종 즉위 후에 황제로 추존됨.
2. 간수공(Giản Tu Công/簡修公) 레오아인(Lê Oánh／黎瀠/여형) - 제9대 황제 양익제(襄翼帝).
3. 목의왕(Mục Ý Vương/穆懿王) 레조아인(Lê Doanh/黎濴/여영) ( ~ 1509년) - 초기 봉호는 정량공(Tĩnh Lượng công/靖亮公).레꽝찌의 아버지.
4. 덕공왕(Dực Cung Vương/德恭王) 레꾸옌(Lê Quyên/黎蠲/여견) ( ~ 1509년)